# 尼泊尔天名精
尼泊尔天名精（学名：Carpesium nepalense），又名黃金珠，为菊科天名精属的植物。分布于锡金、印度、台灣、尼泊尔以及中国大陆的云南、西藏等地，生长于海拔2,400米的地区，多生于林下以及山地。

## 异名
- Carpesium nepalense Less. var. lanatum (Hook. f. et T. Thoms. ex C. B. Clarke) Kitam.